# Associação de Futebol do Zimbabwe
A Associação de Futebol do Zimbabwe (em inglês:  Zimbabwe Football Association, ZIFA) é o órgão dirigente do futebol no Zimbabwe, responsável pela organização dos campeonatos disputados no país, bem como da Seleção Zimbabuense masculina e da feminina. Foi fundada em 1965 e é afiliada à FIFA desde 1965, à CAF desde 1980 e à COSAFA desde o ano de 1997. Seu presidente atual é Phillip Chiyangwa, e a sede fica na cidade de Harare